# Max Minghella

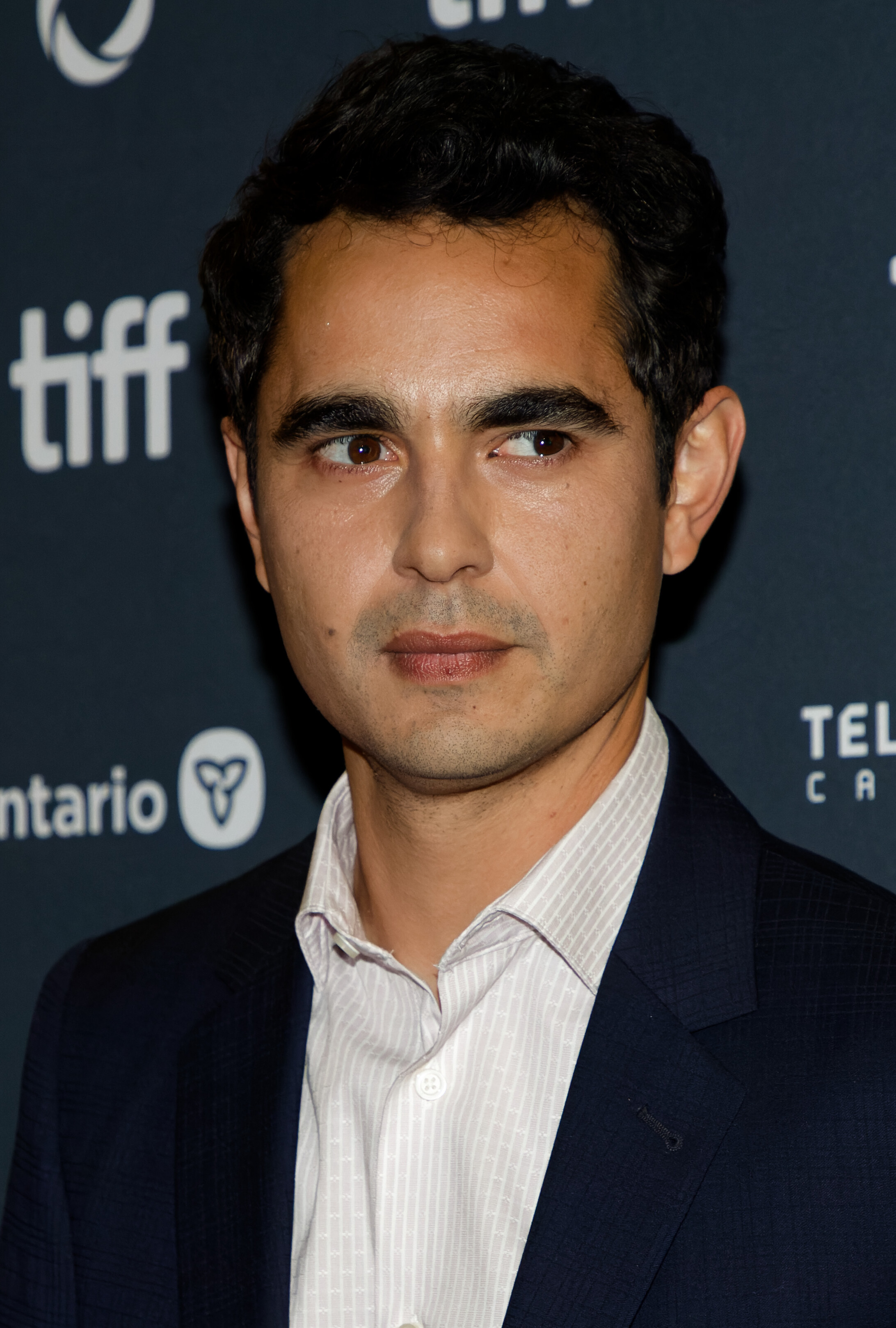
Max Minghella (2024)

Max Giorgio Choa Minghella (* 16. September 1985 in London) ist ein britischer Schauspieler, Filmregisseur und Drehbuchautor. Bekannt wurde er durch die Filme Syriana und The Social Network sowie durch die Fernsehserie The Handmaid’s Tale – Der Report der Magd.

## Leben und Werk
Minghella kam 1985 im Londoner Stadtteil Hampstead zur Welt. Er entstammt einer eng mit Theater, Film und Fernsehen verbundenen Familie: Sein Vater war der Regisseur und Oscar-Preisträger Anthony Minghella, seine Mutter ist die aus Hongkong stammende Choreografin und Schauspielerin Carolyn Choa. Seine Schwester Hannah Minghella ist Filmproduzentin und Produktionschefin von Sony Pictures Animation. Seine Tante Edana Minghella und sein Onkel Dominic Minghella sind als Drehbuchautoren für das Fernsehen tätig, unter anderem für Doc Martin und Doktor Martin.
Minghella wuchs in London auf und kam dort früh mit Bühne und Film in Berührung: Sein Vater nahm ihn häufig zu Theaterinszenierungen und Dreharbeiten mit. Als Teenager gab ihm sein Vater kleine Statistenrollen in seinen Filmen, unter anderem in Unterwegs nach Cold Mountain. Nach Beendigung seiner Schulzeit wurde er Mitglied am National Youth Theatre in London und besuchte dort die Schauspielklasse. Über einen Agenten kam er nach Hollywood. Seine erste größere Filmrolle übernahm er 2005 in dem amerikanischen Film Bee Season als Filmsohn Aaron von Richard Gere und Juliette Binoche; der Film wurde 2005 auf dem Toronto International Film Festival gezeigt. Noch im selben Jahr verkörperte er den Filmsohn Robby von George Clooney in dem international erfolgreichen und Oscar-nominierten Film Syriana. Von da an war Minghella vorrangig in US-amerikanischen Produktionen zu sehen. Seinen Durchbruch als Schauspieler hatte er 2006 mit der Hauptrolle als Jerome in der im amerikanischen Kunsthochschulmilieu spielenden satirischen Komödie Art School Confidential neben John Malkovich. Nach einer Handvoll weniger erfolgreicher Filme konnte er 2009 mit der männlichen Hauptrolle in Agora – Die Säulen des Himmels seinen bislang größten internationalen Erfolg verbuchen: In dem spanischen, mit Hollywood-Produktionsgeldern finanzierten und neben anderen Filmpreisen mit mehreren Goyas ausgezeichneten Film gibt Minghella den Sklaven Davus neben Rachel Weisz als Hypatia von Alexandria. Im Februar 2012 wurde er für den Thriller Not Safe for the Work gecastet.
Max Minghella studierte Geschichte an der Columbia University in New York City, wo er seinen Hauptwohnsitz hat.
2014 trat Minghella erstmals als Produzent in Erscheinung und war in ausführender Funktion an der Romanverfilmung Die zwei Gesichter des Januars beteiligt, die auf dem gleichnamigen Buch von Patricia Highsmith basiert. Die Regie übernahm Hossein Amini. 2018 hatte Minghellas Regiedebüt Teen Spirit, für das er auch das Drehbuch schrieb, mit Elle Fanning in der Hauptrolle beim Toronto International Film Festival Premiere.

## Trivia
Als sein berufliches Vorbild bezeichnete Minghella in einem Interview Matt Damon, mit dem er sich als 13-Jähriger am Set des Films seines Vaters Der talentierte Mr. Ripley angefreundet hatte. Damon, so Minghella, sei jemand, von dem er viel gelernt habe: „Er versucht ein normales Leben zu führen.“ Auf Starrummel und die Verfolgung durch Paparazzi, wie er es in Gesellschaft seines Kumpels Jude Law in London erlebt habe, könne er verzichten.

## Filmografie (Auswahl)
als Schauspieler
- 2005: Bee Season
- 2005: Syriana
- 2006: Art School Confidential
- 2007: Elvis and Anabelle
- 2009: Agora – Die Säulen des Himmels (Agora)
- 2010: The Social Network
- 2011: Darkest Hour (The Darkest Hour)
- 2011: The Ides of March – Tage des Verrats (The Ides of March)
- 2013: Prakti.com (The Internship)
- 2013: Horns
- 2014: Not Safe for Work
- 2015: Into the Forest
- 2017–2025: The Handmaid’s Tale – Der Report der Magd (The Handmaid’s Tale, Fernsehserie)
- 2021: Saw: Spiral (Spiral: From the Book of Saw)
- 2022: Babylon – Rausch der Ekstase (Babylon)

als Regisseur
- 2018: Teen Spirit

als Drehbuchautor
- 2017: Das 9. Leben des Louis Drax (The 9th Life Of Louis Drax)
- 2018: Teen Spirit

## Auszeichnungen
- 2010: Hollywood Film Festival für das Beste Ensemble in The Social Network
- 2010: Palm Springs International Film Festival für das Beste Ensemble in The Social Network
- 2010: Phoenix Film Critics Society Award für das Beste Ensemble in The Social Network
- 2010: Nominiert – Central Ohio Film Critics Association für das Beste Ensemble in The Social Network
- 2010: Nominiert – San Diego Film Critics Society Award for Best Performance für das Beste Ensemble in The Social Network
- 2010: Nominiert – Screen Actors Guild Award for Outstanding Performance für das Beste Ensemble in The Social Network
- 2010: Nominiert – Washington D.C. Area Film Critics Association Award für das Beste Ensemble in The Social Network
- 2011: Nominiert – Central Ohio Film Critics Association für das Beste Ensemble in The Ides of March